# Coccotropsis
Coccotropsis is een monotypisch geslacht van straalvinnige vissen uit de familie van schorpioenvissen (Scorpaenidae). Het geslacht is voor het eerst wetenschappelijk beschreven in 1927 door Barnard.

## Soort
- Coccotropsis gymnoderma (Gilchrist, 1906)